# Marcolino Martins Cabral
Marcolino Martins Cabral (Laguna, 7 de fevereiro de 1879 — Rio de Janeiro, 15 de junho de 1950) foi um político brasileiro.

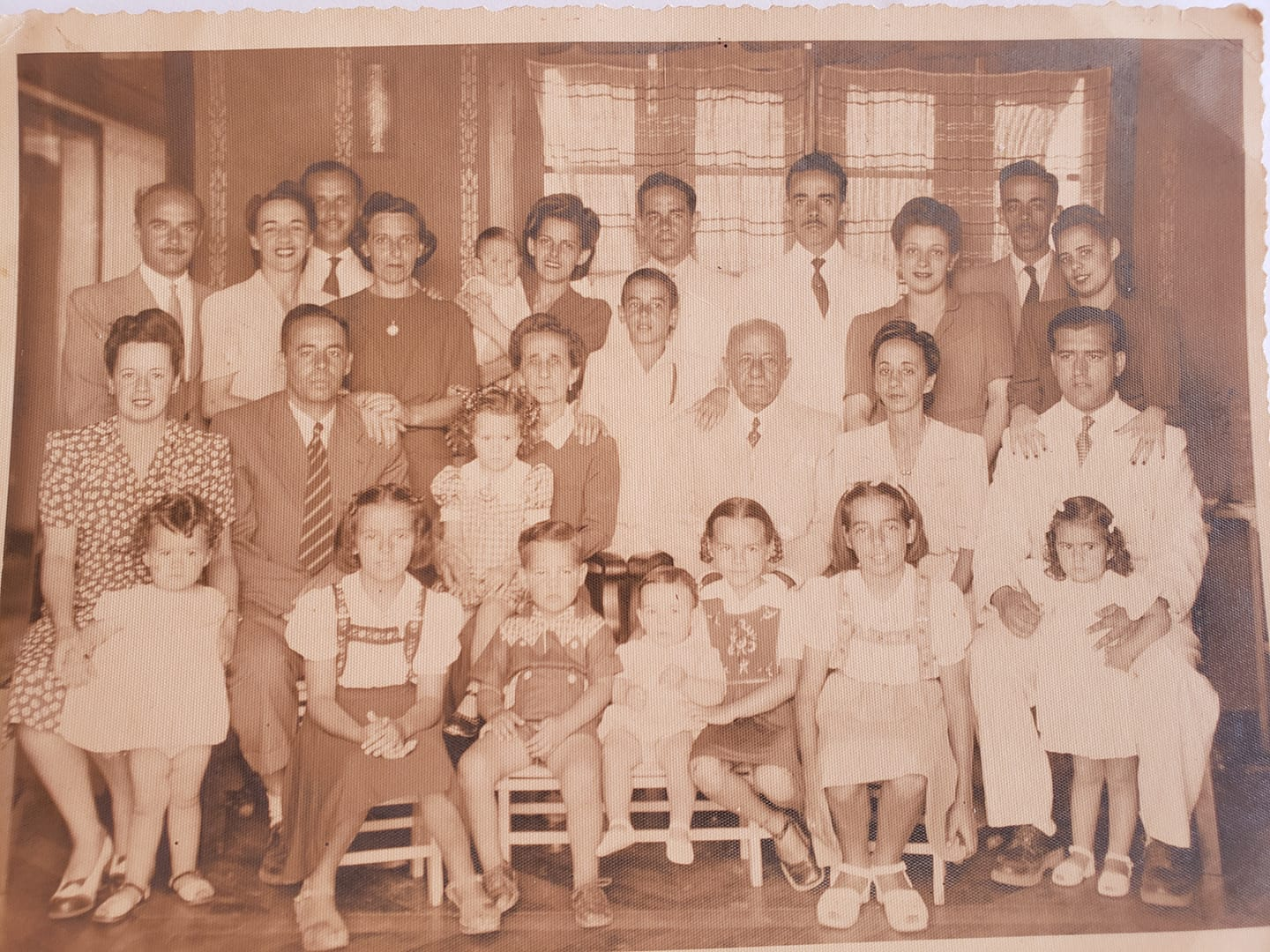
Família Marcolino Martins Cabral e sua mulher Abigail Chaves Cabral, Tubarão, SC

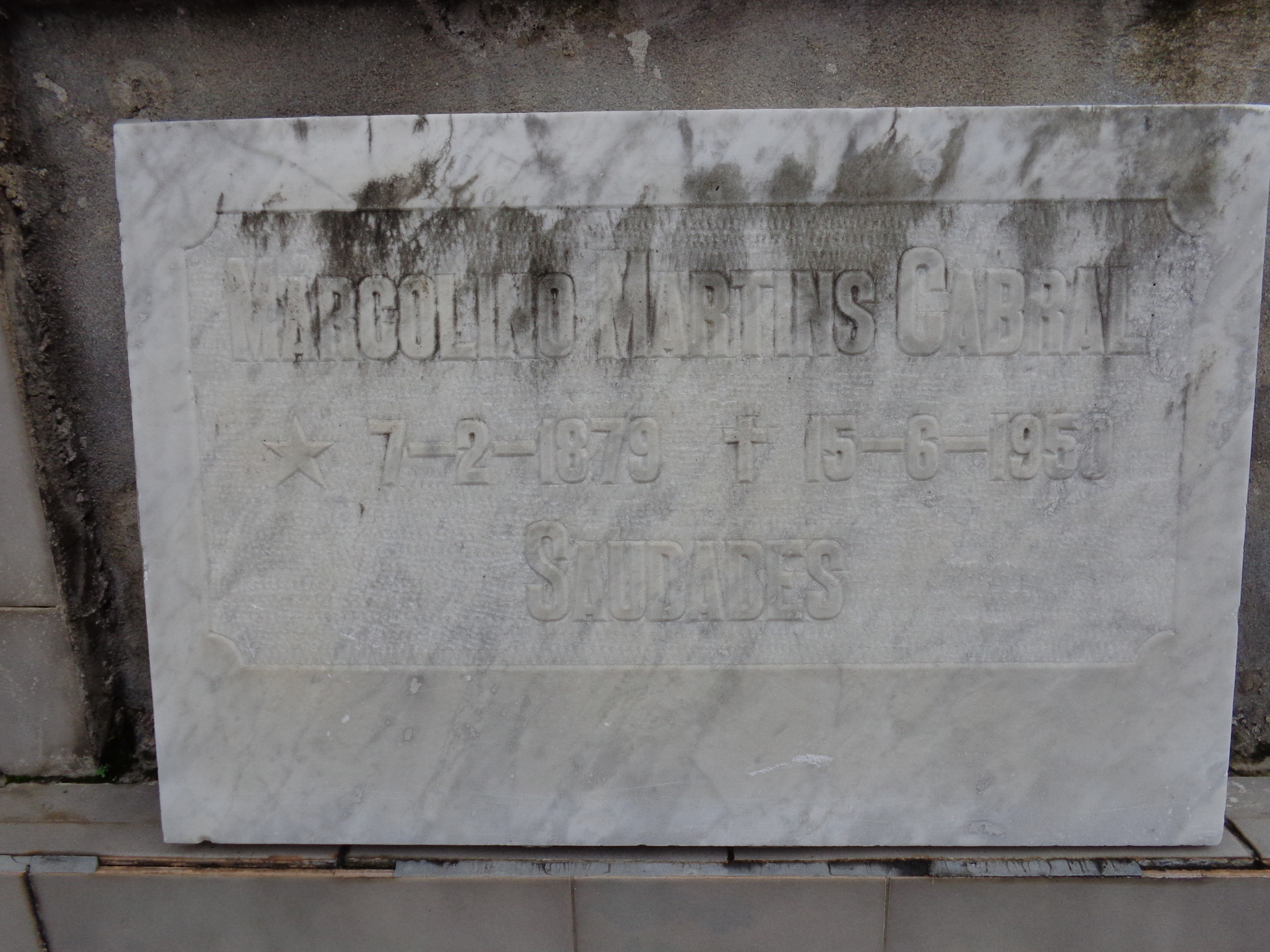
Lápide no Cemitério Municipal de Tubarão

Casado com Abigail Chaves Cabral, pais de Dilney Chaves Cabral.
Foi prefeito de Tubarão, de 27 de abril de 1933 a 23 de setembro de 1943.
Durante sua administração foi construída a ponte Nereu Ramos sobre o rio Tubarão e edificada a Escola de Educação Básica Dom Joaquim de Braço do Norte, na época distrito de Tubarão.